# Lear (opera)
Lear è un'opera in due parti con musica del compositore tedesco Aribert Reimann e un libretto di Claus H. Henneberg, basato sulla tragedia di Shakespeare King Lear.

## Contesto e storia
Reimann scrisse il ruolo principale appositamente per il famoso baritono Dietrich Fischer-Dieskau, che aveva suggerito il soggetto al compositore già nel 1968. Reimann ricevette poi una commissione dall'Opera di Stato della Baviera nel 1975. La prima mondiale, in una produzione di Jean-Pierre Ponnelle con Fischer-Dieskau nel ruolo del protagonista, fu presentata al Nationaltheater di Monaco il 9 luglio 1978, con Gerd Albrecht alla direzione.
La produzione è stata ripresa a Monaco nel 1980. La prima americana, nella traduzione inglese, è stata presentata dalla San Francisco Opera nel giugno 1981, con Thomas Stewart nel ruolo di Lear, diretto da Gerd Albrecht. La prima di Parigi ha avuto luogo nel novembre 1982, in una traduzione francese di Antoinette Becker. La prima britannica è stata presentata dalla English National Opera nel 1989, mentre la prima svedese ha avuto luogo alla Malmö Opera il 27 aprile 2013.

## Ruoli
Un notevole allontanamento dalle convenzioni operistiche è stato quello di rendere la parte del Folle di Lear un ruolo parlato, piuttosto che un ruolo cantato. Inoltre, rispetto all'originale di Shakespeare, le parti di Kent ed Edmund, ad esempio, sono state notevolmente ridotte.
| Ruolo                                                       | Registro vocale     | Cast della prima 9 luglio 1978 (Direttore: Gerd Albrecht) |
| ----------------------------------------------------------- | ------------------- | --------------------------------------------------------- |
| Lear                                                        | baritono            | Dietrich Fischer-Dieskau                                  |
| Folle                                                       | ruolo parlato       | Rolf Boysen                                               |
| Goneril, figlia di Lear                                     | soprano drammatico  | Helga Dernesch                                            |
| Regan, figlia di Lear                                       | soprano             | Colette Lorand                                            |
| Cordelia, figlia di Lear                                    | soprano             | Júlia Várady                                              |
| Il duca di Albany                                           | baritono            | Hans Wilbrink                                             |
| Duca di Cornovaglia                                         | tenore              | Georg Paskuda                                             |
| Re di Francia                                               | basso-baritono      | Karl Helm                                                 |
| Duca di Gloucester                                          | basso-baritono      | Hans Günter Nöcker                                        |
| Edgar, figlio di Gloucester                                 | tenore/controtenore | David Knutson                                             |
| Edmund, figlio illegittimo di Gloucester                    | tenore              | Werner Götz                                               |
| Conte di Kent                                               | tenore              | Richard Holm                                              |
| Servitore                                                   | tenore              | Markus Goritzki                                           |
| Cavaliere                                                   | ruolo parlato       | Gerhard Auer                                              |
| Coro: servi, guardie, soldati, seguito di Lear e Gloucester |                     |                                                           |

## Strumentazione
La partitura orchestrale richiede:
- 3 flauti (tutti anche ottavino), flauto contralto, flauto basso, 3 oboi, corno inglese, 2 clarinetti, clarinetto basso, 2 fagotti, controfagotto
- 6 corni, 4 trombe, 3 tromboni, tuba
- percussioni, 2 arpe
- archi: 24 violini, 10 viole, 8 violoncelli, 6 contrabbassi

## Incisioni
- 1978: Dietrich Fischer-Dieskau, Karl Helm, Hans Wilbrink, Georg Paskuda, Richard Holm, Hans Günter Nöcker, David Knutson, Werner Götz, Helga Dernesch, Colette Lorand, Júlia Várady, Rolf Boysen, Markus Gortizki, Gerhard Auer; Bayerisches Staatsorchester, Chorus of the Opera di Stato della Baviera; Gerd Albrecht, conductor. Deutsche Grammophon 463 480-2 (CD reissue)[11][12]
- 2008: Wolfgang Koch, Magnus Baldvinsson, Dietrich Volle, Michael McCown, Hans-Jürgen Lazar, Johannes Martin Kränzle, Martin Wölfel, Frank van Aken, Jeanne-Michèle Charbonnet, Caroline Whisnant, Britta Stallmeister; Frankfurter Opern- und Museumsorchester, Chorus of the Oper Frankfurt, Sebastian Weigle, conductor. Oehms Classics OC 921[13]